# 張昌蒲
張氏（199年—257年），字昌蒲，太原郡茲氏县（今山西省汾阳市）人，曹魏大臣鍾繇的妾、鍾會的生母。她的事蹟主要來自於其子鍾會所寫的傳。

## 生平
張昌蒲家族世代均為俸祿兩千石以上的官吏，但因為年少時父母便去世了，於是成為鍾繇的妾。

### 嫡庶之爭
張昌蒲溫柔嫻淑，又有才學，受鍾家上下所喜愛。鍾繇的正妻孫氏有辨博智巧、言論足以飾非成過卻無法害到張昌蒲，後來張昌蒲懷孕後，對張昌蒲更加嫉恨，於是在她的飯食裡下毒。張昌蒲起先吃了一口，察覺有異，便將食物吐出來。可是受了毒的影響，頭暈目眩了幾天。有人勸張昌蒲將此事告知鍾繇。張昌蒲回答說：「嫡庶相害、破家危國、古今都引以為誡。倘若我說了，丈夫相信了我，他人也只會認為是自己與正房夫人鬥爭成功而已，是非曲直就不明了。何況我推測孫氏應該以為我一定會立刻告訴丈夫，我不說，反而變成她先說出此事。事情由她那端暴露，那就有趣了。」於是稱病不出。孫氏果然對鍾繇說：「我想讓夫人生一個男孩。所以暗地裡下了藥。現在她反而說我用毒藥去害她！」鍾繇認為：「把藥暗地裡放在食物裡面。這不是人之常情。」詢問一番了解情況後，認定孫氏有罪而休了孫氏。鍾繇問張昌蒲為何不說出被下毒的事，張昌蒲說明原因，鍾繇大驚，對此表示很是讚賞。卞太后知道鍾繇休妻，讓曹丕下詔書讓鍾繇復妻，鍾繇不願意，甚至鬧自殺，曹丕才停詔，最後改納賈氏為正妻。
黄初六年（公元225年），張昌蒲生下鍾會，更加地受到鍾繇的寵愛。鍾繇於太和四年（230年）四月逝世，諡為「成侯」。

### 教育獨子
張昌蒲教育方面頗為嚴厲。鍾會雖年幼，四歲時便已教他《孝經》，七歲誦讀《論語》，八歲誦《詩》，十歲誦《尚書》，十一歲誦《易》，十二歲誦《春秋左氏傳》、《國語》，十三歲誦《周禮》、《禮記》，十四歲讀其父鍾繇所撰寫的《易記》，十五歲讓他進太學進行深造。張昌蒲解釋這個教育方法的本意在避免學習太多太雜造成倦怠，所以讓兒子漸次而行。張昌蒲本身也十分愛好讀書，特別喜歡《易經》和《老子》，經常拿其中的語句教育兒子。
正始八年（公元247年），鍾會被任命為尚書郎，張昌蒲諄諄教誨說：「汝弱冠見敘，人情不能不自足，則損在其中矣，勉思其戒！」在兒子鍾會歷經朝中重要職務十餘年後，張昌蒲依然經常訓誡兒子奉行基本的德行，也舉春秋時代范氏少子的例子，讚許范氏少子母親的遠見，告誡兒子不可為了功業而行虛偽詐欺之事。

### 審視時勢
大將軍曹爽專朝政，日縱酒沈醉，鍾毓告訴張昌蒲其事，張昌蒲告誡鍾會和鍾毓：「曹爽可以取得暫時的安樂，但未必能夠長久」。
嘉平元年（公元249年），時任中書侍郎的鍾會與其他部分朝臣正在曹爽營中，司馬懿趁曹爽陪曹芳離開洛陽至高平陵掃墓，發動政變（高平陵之變），眾人恐懼，只有張昌蒲鎮定自若。中書令劉放、侍郎衛瓘、夏侯和等人問張昌蒲鍾會在危難之中為什麼還會如此的鎮靜，張昌蒲說：「曹爽奢僭無度，我以前就非常懷疑他是否能掌控朝局。如今司馬懿政變，目的並不是要危害國家，而是針對曹爽一黨。而且聽說司馬懿這次出兵，軍隊並沒有許多輜重等物資，說明戰事不長。更何況我兒整天都在皇帝的身邊聽候差遣，有什麼可擔憂的？」後來果然如同張昌蒲所言。

### 母以子貴
甘露二年（公元257年）二月，張昌蒲於五十九歲病逝。皇帝曹髦下詔書命司馬昭厚加撫卹，依《春秋》記載成風、定姒等母以子貴的先例，應提升喪禮的規格，並依禮不稱妾而稱作外命婦，於是喪禮上對外公稱張昌蒲是「成侯命婦」。

## 家庭

### 夫
- 鍾繇，曹魏重臣、著名書法家，官至太傅，逝世後諡曰成侯。

### 子
- 鍾會，曹魏鎮西將軍、司徒。

## 民間藝術

### 漫畫
- 志水明《異鄉之草》（全一冊）

### 遊戲
- 《真·三國無雙 Blast》
- 《三國殺》

## 外部連結
- 《中華德育讀本 （页面存档备份，存于）》